# ナルトサワギク
ナルトサワギク（鳴門沢菊、学名 Senecio madagascariensis) はキク科の植物。一年生または多年草の広葉雑草で、マダガスカル原産の帰化植物。

## 特徴
温暖な気候を好み、一年中発生する。開花は通常一年中。2cm程度の黄色い頭状花をつける。種子は長い白色の冠毛を持ち、風にのって飛散し、繁殖する。成葉は互生し、基部が茎を抱く。葉の長さは長さ3～9cm、幅10～15mmで不規則な鋸歯があり、色は濃緑色で厚く、表面は無毛。葉の形は羽状に分裂するなど変異が大きい。茎は基部が紫色を帯び、高さ30～70cmに直立、基部近くから多数に分枝して株を形成する。

## 分布
マダガスカルのほか、アフリカ南部に自生する。オーストラリア東海岸、ハワイ、南アメリカにも侵入しており、問題となっている。日本では徳島県、兵庫県、大阪府、和歌山県、岡山県、高知県、鹿児島県で確認されていたが、2006年になって福島県いわき市でも確認された。
埋立て用の土砂や道路沿いの斜面の吹き付けに種子が混じることで分布域を広げているといわれる。造成地や路傍、住宅地によく見られる。花がきれいなことから、人為的に植えられることも多いと見られている。

## 日本での分布域の拡大

### 日本侵入の経緯
日本へはシロツメクサなど埋立地の緑化用にアメリカから輸入された植物の種子に混入して侵入したと考えられている。1976年に徳島県鳴門市瀬戸町の埋立地で発見され、サワギク(S. nikoensis)に似ていることから命名された。1986年には淡路島でも発見されており、「コウベギク」と名付けられている。長いこと学名は諸説あったが、1996年に徳島市立徳島城博物館に所蔵されていたアルゼンチン産の標本が発見され、日本産の標本がスミソニアン博物館の分析により正式に同定され、学名が確定した。

### 特定外来生物指定
全草に肝毒性の強いセネシオニンなどのピロリジジンアルカロイド（他のキオン属やコンフリー、フキなどに含まれる）を含み、家畜がこれを食べることによる中毒死がオーストラリアでは多く報告されている。また、繁殖力がきわめて強い上、アレロパシー作用も持つため、在来植物を駆逐する危険性が大きい。
このため、ナルトサワギクは2005年12月14日付けで特定外来生物の指定第二次指定種のリストに入れられ、翌2006年2月1日を以って指定された。